# فرودگاه نمبا
فرودگاه نمبا (به انگلیسی: Nemba Airport) یک فرودگاه همگانی، غیرنظامی است که یک باند فرود سنگفرش دارد و طول باند آن ۱۱۰۰ متر است. این فرودگاه در شهر نمبا، رواندا کشور رواندا قرار دارد و در ارتفاع ۱۴۹۵ متری از سطح دریا واقع شده‌است.